# Recursos humanos (película)
Ressources humaines (en español Recursos humanos) es una película franco-británica filmada en el año 1999, dirigida por Laurent Cantet.

## Sinopsis
La película muestra la inserción al mundo laboral de un estudiante universitario, a quien su padre le ha dado esta oportunidad. Empieza a trabajar en el lado administrativo de la empresa donde su padre ha laborado durante 30 años como operario de una máquina de soldadura y donde su hermana y amigos también trabajan como obreros.
Se encuentra en una dura situación de encontrarse en los dos bandos de "director-obreros" al mismo tiempo y tener que tomar duras decisiones para su vida laboral y personal.